# Observatoire astronomique de Farra d'Isonzo
L'observatoire astronomique de Farra d'Isonzo (Osservatorio Astronomico di Farra d'Isonzo en italien) est un observatoire astronomique situé dans la commune de Farra d'Isonzo, dans la province de Gorizia (Frioul-Vénétie Julienne), en Italie. Il est crédité par le Centre des planètes mineures de la découverte de 225 astéroïdes, entre 1993 et 2010.

## Historique
Fondé en 1969 comme association, avec la construction du premier observatoire, il est constitué formellement, par acte notarié en 1975.

## Astéroïdes découverts
| (6501) Isonzo           | 5 décembre 1993   |
| (7433) Pellegrini       | 21 mai 1993       |
| (7500) Sassi            | 3 octobre 1996    |
| (7501) Farra            | 9 novembre 1996   |
| (7675) Gorizia          | 23 novembre 1995  |
| (7838) Feliceierman     | 16 novembre 1993  |
| (8103) Fermi            | 19 janvier 1994   |
| (8398) Rubbia           | 12 décembre 1993  |
| (8401) Assirelli        | 16 février 1994   |
| (8411) Celso            | 3 octobre 1996    |
| (8422) Mohorovičić      | 5 décembre 1996   |
| (8549) Alcide           | 30 mars 1994      |
| (8936) Gianni           | 14 janvier 1997   |
| (9077) Ildo             | 3 juillet 1994    |
| (9101) Rossiglione      | 3 décembre 1996   |
| (9431) Pytho            | 12 août 1996      |
| (9634) Vodice           | 4 décembre 1993   |
| (9636) Emanuelaspessot  | 17 décembre 1993  |
| (9878) Sostero          | 17 mars 1994      |
| (10201) Korado          | 12 juillet 1997   |
| (10567) Francobressan   | 7 février 1994    |
| (10892) Gianna          | 23 septembre 1997 |
| (11084) Giò             | 19 septembre 1993 |
| (11117) Giuseppeolongo  | 14 juin 1996      |
| (11575) Claudio         | 31 janvier 1994   |
| (11673) Baur            | 26 janvier 1998   |
| (11976) Josephthurn     | 5 mai 1995        |
| (12762) Nadiavittor     | 26 octobre 1993   |
| (12933) Muzzonigro      | 14 octobre 1999   |
| (13387) Irus            | 22 décembre 1998  |
| (14975) Serasin         | 24 septembre 1997 |
| (15803) Parisi          | 7 février 1994    |
| (15825) Capecchi        | 30 novembre 1994  |
| (16888) Michaelbarber   | 29 janvier 1998   |
| (16901) Johnbrooks      | 23 février 1998   |
| (17749) Dulbecco        | 19 février 1998   |
| (18501) Luria           | 16 juillet 1996   |
| (18551) Bovet           | 13 janvier 1997   |
| (19390) Deledda         | 24 février 1998   |
| (20148) Carducci        | 4 octobre 1996    |
| (21236) Moneta          | 20 novembre 1995  |
| (21301) Zanin           | 22 novembre 1996  |
| (21526) Mirano          | 30 juin 1998      |
| (21680) Richardschwartz | 9 septembre 1999  |
| (22379) Montale         | 10 février 1994   |
| (22383) Nikolauspacassi | 5 mars 1994       |
| (22905) Liciniotoso     | 14 octobre 1999   |
| (24850) Biagiomarin     | 1er décembre 1995 |
| (24863) Cheli           | 2 mars 1996       |
| (24898) Alanholmes      | 14 janvier 1997   |
| (27086) Italicobrass    | 20 octobre 1998   |
| (28193) Italosvevo      | 29 novembre 1998  |
| (29439) Maxfabiani      | 28 juin 1997      |
| (29675) Ippolitonievo   | 15 décembre 1998  |
| (33100) Udine           | 28 décembre 1997  |
| (35197) Longmire        | 7 juin 1994       |
| (59232) Sfiligoi        | 6 février 1999    |
| (79240) Rosanna         | 26 août 1994      |
| (79241) Fulviobressan   | 26 août 1994      |
| (100519) Bombig         | 28 janvier 1997   |
| (108201) Di Blasi       | 27 avril 2001     |
| (118194) Sabinagarroni  | 30 septembre 1994 |
| (292459) Antoniolasciac | 29 septembre 2006 |
| (306386) Carlofavetti   | 6 février 1994    |
| (438523) Figalli        | 30 septembre 2007 |
| (509761) Umberto        | 19 octobre 2008   |